# (262) Valda
(262) Valda ist ein Asteroid des mittleren Hauptgürtels, der am 3. November 1886 vom österreichischen Astronomen Johann Palisa an der Universitätssternwarte Wien entdeckt wurde.
Ein Bezug dieses Namens zu einer Person oder einem Ereignis ist nicht bekannt. Die Benennung erfolgte durch die Baronin Bettina Caroline de Rothschild (1858–1892).
Aufgrund der Bahneigenschaften wird (262) Valda zur Astraea-Familie gezählt.

## Wissenschaftliche Auswertung
Mit Daten radiometrischer Beobachtungen im Infraroten mit der Infrared Telescope Facility (IRTF) am Mauna-Kea-Observatorium auf Hawaiʻi vom 19. Dezember 1980 wurden für (262) Valda erstmals Werte für den Durchmesser und die Albedo von 15 km und 0,14 bestimmt. Eine Auswertung von Beobachtungen durch das Projekt NEOWISE im nahen Infrarot führte 2011 zu vorläufigen Werten für den Durchmesser und die Albedo im sichtbaren Bereich von 15,9 km bzw. 0,15. Nach neuen Messungen mit NEOWISE wurden die Werte 2014 auf 14,7 km bzw. 0,21 korrigiert.
Photometrische Messungen des Asteroiden fanden erstmals statt vom 24. Januar bis 4. März 2010 am Organ Mesa Observatory in New Mexico. Die während neun Nächten aufgezeichnete Lichtkurve wurde zu einer Rotationsperiode von 17,386 h ausgewertet.
Aus archivierten Daten des Asteroid Terrestrial-impact Last Alert System (ATLAS) aus dem Zeitraum 2015 bis 2018 wurde dann in einer Untersuchung von 2020 mit der Methode der konvexen Inversion ein dreidimensionales Gestaltmodell des Asteroiden für zwei alternative Positionen für die Rotationsachse mit prograder Rotation sowie eine Periode von 17,3854 h bestimmt.
Zwischen 2012 und 2018 wurden mit der All-Sky Automated Survey for Supernovae (ASAS-SN) auch photometrische Daten von 20.000 Asteroiden aufgezeichnet. Auf mehr als 5000 davon konnte erfolgreich die Methode der konvexen Inversion angewendet werden, darunter auch (262) Valda, für die in einer Untersuchung von 2021 ein verbessertes dreidimensionales Gestaltmodell für zwei alternative Rotationsachsen mit prograder Rotation und einer Periode von 17,3856 h berechnet wurde.
Aus den Daten von ATLAS konnte in einer Untersuchung von 2022 mit der Methode der konvexen Inversion noch einmal eine Rotationsperiode von 17,385 h bestimmt werden. Im Jahr 2023 wurde aus photometrischen Messungen von Gaia DR3 erneut ein dreidimensionales Gestaltmodell des Asteroiden für zwei alternative Rotationsachsen mit prograder Rotation und einer Periode von 17,3863 h berechnet.